# Yoshikazu Isoda
Yoshikazu Isoda (jap. 礒田 由和, Isoda Yoshikazu; * 27. Mai 1965 in der Präfektur Kyoto) ist ein ehemaliger japanischer Fußballspieler.

## Karriere
Isoda erlernte das Fußballspielen in der Schulmannschaft der Yamashiro High School und der Universitätsmannschaft der Dōshisha-Universität. Seinen ersten Vertrag unterschrieb er 1988 bei NKK SC. Der Verein spielte in der höchsten Liga des Landes, der Japan Soccer League. Am Ende der Saison 1990/91 stieg der Verein in die Division 2 ab. Für den Verein absolvierte er 69 Spiele. 1994 wechselte er zum Ligakonkurrenten Fujieda Blux (heute: Avispa Fukuoka). 1995 wurde er mit dem Verein Meister der Japan Football League und stieg in die J1 League auf. Für den Verein absolvierte er 31 Spiele. Ende 1996 beendete er seine Karriere als Fußballspieler.